# Chichas (distrito)
O Distrito peruano de Chichas é um dos oito distritos que formam a Província de Condesuyos, situada no Departamento de Arequipa, pertencente a Região Arequipa, Peru.